# Angelo Schiavio
Angelo Schiavio (Bologna, 1905. október 15. – Bologna, 1990. április 17.) olimpiai bronzérmes és világbajnok olasz labdarúgó, csatár, edző.

## Pályafutása

### Klubcsapatban
1919-ben a Bologna korosztályos csapatában kezdte a labdarúgást. 1921-ben mutatkozott be a Fortitudo Bologna első csapatában. 1922-ben visszatért anyaegyesületéhez. A Bolognával négy bajnoki címet nyert (1924–25, 1928–29, 1935–36, 1936–37) és kettő közép-európai-kupa győzelmet ért el. Az 1931–32-es idényben a bajnokság gólkirálya lett 25 góllal. 1939-ben vonult vissza az aktív labdarúgástól.

### A válogatottban
1925 és 1934 között 21 alkalommal szerepelt az olasz labdarúgó-válogatottban és 15 gólt szerzett. Részt vett az 1928-as amszterdami olimpiai játékokon és bronzérmet nyert a válogatottal. Tagja volt az 1934-es világbajnoki címet nyert csapatnak.

### Edzőként
1933–34-ben még játékosként, majd 1946-ban már edzőként volt csapatának a Bolognának a vezetőedzője. 1953 és 1958 között az olasz válogatott technikai stábjának a tagja volt.

## Sikerei, díjai
Olaszország
- Olimpiai játékok
  - bronzérmes: 1928, Amszterdam
- Világbajnokság
  - aranyérmes: 1934, Olaszország
- Európa kupa
  - győztes: 1927–30, 1932–35

 Bologna
- Olasz bajnokság (Serie A)
  - bajnok: 1924–25, 1928–29, 1935–36, 1936–37
  - gólkirály: 1931–32 (25 gól)
- Közép-európai kupa
  - győztes: 1932, 1934